# SM UC-2
Le SM UC-2 (ou Unterseeboot UC-2) est un sous-marin allemand (U-Boot) de type UC I mouilleur de mines utilisé par la Kaiserliche Marine pendant la Première Guerre mondiale.

## Conception
Sous-marin allemand de type UC I, le SM UC-2 a un déplacement de 168 tonnes en surface et de 183 tonnes en immersion. Il avait une longueur totale de 33,99 m, une largeur de 3,15 m, et un tirant d'eau de 3,04 m. Le sous-marin était propulsé par un moteur diesel Daimler-Motoren-Gesellschaft à six cylindres et quatre temps, produisant 90 chevaux-vapeur (66 kW), un moteur électrique produisant 175 chevaux-vapeur (129 kW) et un arbre d'hélice. Il était capable de fonctionner à une profondeur de 50 mètres.
Le sous-marin avait une vitesse maximale en surface de 6,20 nœuds (11,48 km/h) et une vitesse maximale en immersion de 5,22 nœuds (9,67 km/h). Lorsqu'il est immergé, il peut parcourir 50 milles marins (93 km) à 4 nœuds (7,4 km/h) ; lorsqu'il fait surface, il peut parcourir 780 milles marins (1 440 km) à 5 nœuds (9,3 km/h). Le SM UC-2 était équipé de six tubes de mine de 100 centimètres, douze mines UC 120 et une mitrailleuse de 8 millimètres. Son équipage était composé de quatorze membres.
Le SM UC-2 a été commandé le 23 novembre 1914 comme le deuxième d'une série de 15 navires de type UC I (numéro de projet 35a, attribué par l'Inspection des navires sous-marins), dans le cadre du programme de guerre d'expansion de la flotte. Les dix premiers navires de ce type, dont l'UC-2, ont été construits dans le chantier naval Vulcan à Hambourg. Le chantier naval, qui n'avait aucune expérience préalable dans la construction de sous-marins, a estimé la durée de construction du navire à 5-6 mois, et pour respecter ce délai, il a dû arrêter la construction de torpilleurs.

## Affectations
Comme la plupart des sous-marins de sa classe, le SM UC-2 était sous le commandement de la U-Flotille Flanders, qui faisait partie du Marinekorps Flandern  (Corps des Marines flamands), et était déployé depuis Zeebrugge.
- U-Flottille Flandern du 25 juin 1915 au 30 juin 1915

## Commandement
- Oberleutnant zur See (Oblt.) Karl Mey du 17 juin 1915 au 30 juin 1915

## Patrouilles
Le SM UC-2 a réalisé 2 patrouilles pendant son service actif.

## Navires coulés
Les mines posées par le SM UC-2 lors de ses deux patrouilles n'ont fait couler aucun navire.

## Destin
Le SM UC-2 quitte Zeebrugge le 29 juin 1915 pour aller poser des mines au large de Lowestoft. Le 2 juillet, il est accidentellement renversé par le caboteur Cottingham au large de ce même port; l'impact a déchiré une ouverture de 3 pieds (0,91 m) dans la partie avant de la coque sous pression, et le sous-marin a coulé. Le capitaine du Cottingham a signalé l'incident et la zone a ensuite été inspecté par des navires de la Royal Navy, dont les lignes de dragage ont heurté un obstacle sous-marin et ont provoqué une importante explosion submergée. Le 3 juillet, un plongeur a découvert le SM UC-2 à 15 m de profondeur; en plus des dommages causés par l'impact avec le Cottingham, il a rapporté qu'une des mines du sous-marin avait explosé sous les lignes de dragage. Une partie du sous-marin a été renfloué par les anglais au cours de la guerre.